# (33414) Jessicatian
1999 CP100 (asteroide 33414) é um asteroide da cintura principal. Possui uma excentricidade de 0.17230680 e uma inclinação de 6.60402º.
Este asteroide foi descoberto no dia 10 de fevereiro de 1999 por LINEAR em Socorro.